# Скасків Григорій Юрійович
Скасків Григорій Юрійович (28 лютого 1891, с. Божиків, нині Тернопільського району Тернопільської області — 27 вересня 1938, там само) — учасник національно-визвольних змагань, громадський діяч. Батько Ярослава Скасківа. Сотник Армії УНР та УГА.

## Життєпис
Викладач історії України в гімназії у місті Полтава. В'язень концтабору в м. Тарнів (Польща).
Від 1925 — в УНДО, член Центрального комітету. В Божикові очолював товариство «Просвіта», організатор у родинному і навколишніх селах аматорських драматичних гуртків, їх режисер і актор.
Автор статей у часописі «Сільський господар» (м. Львів).
1933 року з допомогою «Просвіти» зібрав та відправив до річки Збруч 2 вагони пшениці для голодуючих в УРСР.
Загинув трагічно.